# Augustyn Chadam

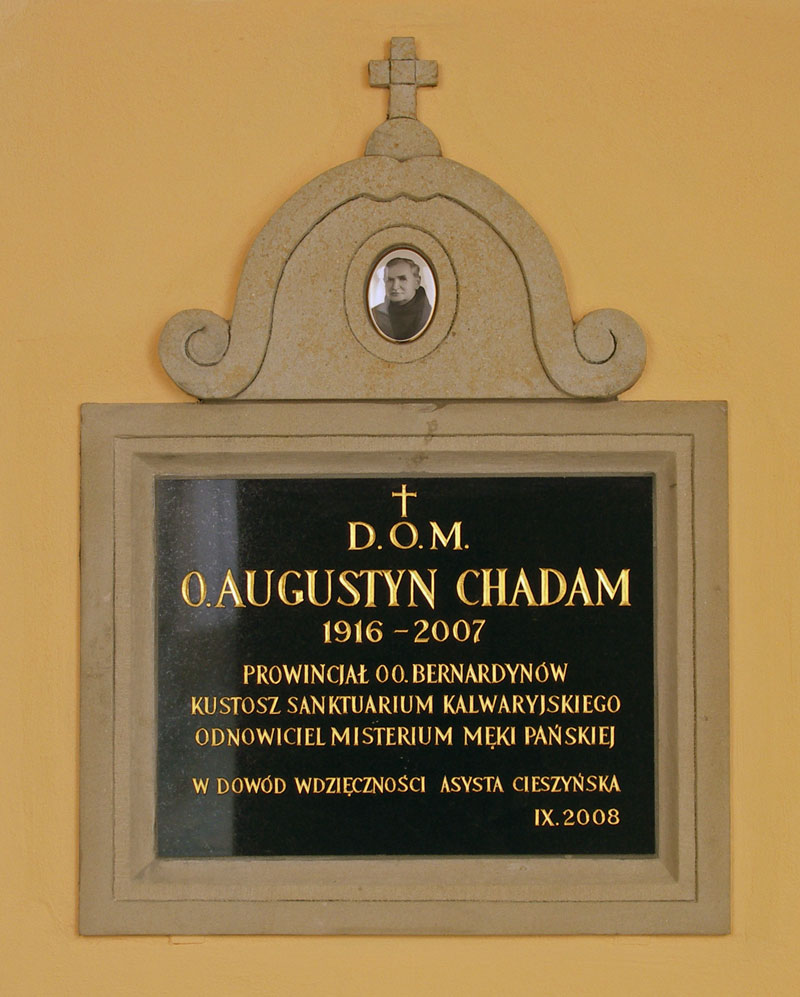
Tablica pamiątkowa poświęcona ojcu Augustynowi Chadamowi

Augustyn Chadam OFM (ur. 15 marca 1916 w Zaburzu, zm. 26 września 2007 w Kalwarii Zebrzydowskiej) – polski duchowny katolicki,  franciszkanin (bernardyn), twórca współczesnej formy misteriów pasyjnych i maryjnych w Sanktuarium Pasyjno-Maryjnym w Kalwarii Zebrzydowskiej.

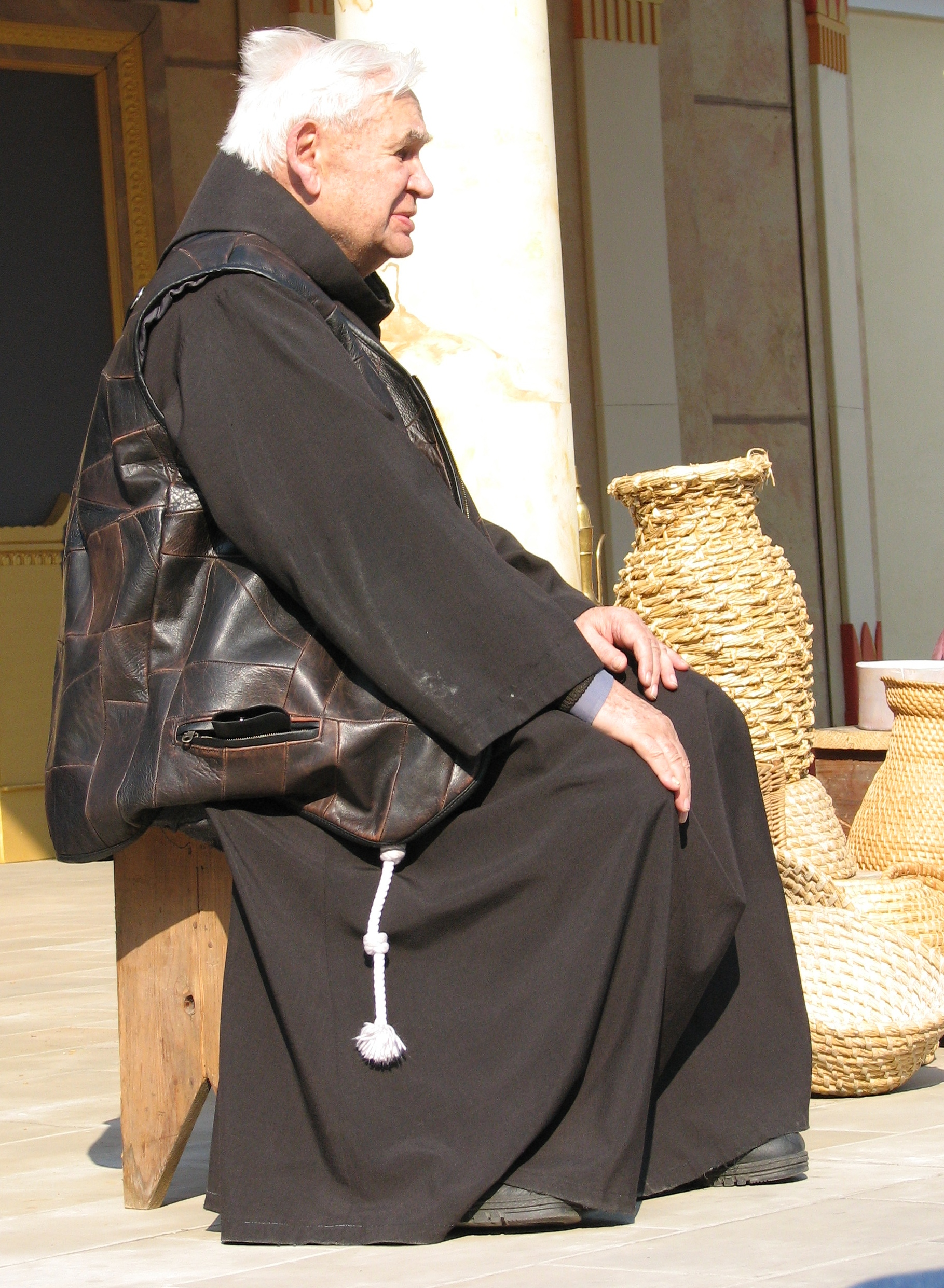
Ojciec Augustyn Chadam w czasie Misterium Męki Pańskiej (2007)

## Życiorys
Do szkoły powszechnej uczęszczał w Zaburzu, a następnie rozpoczął naukę w Kolegium Serafickim w Radecznicy. 1 września 1934 wstąpił do zakonu bernardynów i odbył nowicjat w Leżajsku. W latach 1935–1938 kontynuował naukę w szkole średniej w Sokalu, gdzie w 1938 zdał maturę. Studia filozoficzno-teologiczne odbył w Seminarium Duchowym Bernardynów we Lwowie i w Kalwarii Zebrzydowskiej (1938–1943), a święcenia kapłańskie otrzymał w Kalwarii Zebrzydowskiej 11 października 1942 z rąk biskupa Stanisława Rosponda. Ojciec Chadam uzyskał tytuł magistra teologii na Katolickim Uniwersytecie Lubelskim. Po święceniach ojciec Augustyn Chadam mieszkał w latach 1943–1944 w Kalwarii Zebrzydowskiej i w Krakowie, a następnie ponad 20 lat w Kalwarii Zebrzydowskiej (do 1966), gdzie piastował różne urzędy w Seminarium Duchownym, w klasztorze kalwaryjskim i w Prowincji oo. Bernardynów. Był profesorem seminarium, rektorem tegoż seminarium, dwukrotnie magistrem kleryków, prowincjałem, przełożonym klasztoru w Kalwarii i wikariuszem prowincji. W latach 1966–1978 mieszkał w klasztorach w Rzeszowie, Piotrkowie Trybunalskim i Tarnowie. W tym ostatnim pełnił w latach 1972–1978 obowiązki przełożonego. Po 1978 Augustyn Chadam powrócił do klasztoru w Kalwarii Zebrzydowskiej.
Najważniejszym dziełem ojca Augustyna Chadama jest dokonana w latach 1947–1956 reforma kalwaryjskich misteriów pasyjnych i maryjnych. Opracował on nowy scenariusz oparty na tekstach ewangelicznych, nową oprawę artystyczną, a także wprowadził nowe stroje oparte na wzorze biblijnym. Unowocześniając formę misteriów i czyniąc ją bardziej atrakcyjną przyczynił się do rozgłosu Kalwarii Zebrzydowskiej w Polsce i poza jej granicami.
Augustyn Chadam przygotował także Modlitewnik Kalwaryjski i Śpiewnik Kalwaryjski, które stały się podstawowymi pozycjami dla kalwaryjskich pielgrzymów i były wielokrotnie wznawiane.
Ojciec Augustyn Chadam został pochowany w krypcie kaplicy Św. Anny klasztoru kalwaryjskiego. 28 września 2008 w krużgankach w pobliżu krypty odsłonięto tablicę pamiątkową poświęconą zmarłemu, ufundowaną przez asystę cieszyńską.